# Anya
Anya est un prénom féminin.   
On le retrouve sous sa forme slave orientale Anja, diminutif de Anne, Anna, signifiant grâce ou la grâce. 
Ce prénom est également en usage en Scandinavie et en Slovénie. 
Enfin ce prénom est le diminutif du prénom grec Anastasia qui veut dire « né une nouvelle fois ».
On la fête le 26 juillet.
L'on trouve également les formes : Anabel, Anabella, Arabelle, Arabela, Anita, Anituski, Anaís, Anaïs, Anika, Aniuska, Anuska, Anulia, Hanna, Hannah, Aina, Anna, Anitín, Aniux, Ani, Annie, Anaily, Analía, Anne, Anaí, Ania, Anayancy, Annelies, Annette, Anicka, etc.

## Personnalités féminines portant ce prénom
- Pour l'ensemble des articles sur les personnes portant ce prénom, consulter :
  - la liste des articles dont le titre commence par ce prénom
  - les listes produites par Wikidata : Liste des personnes de prénom « Anya » — même liste en incluant les éventuels prénoms composés qui contiennent « Anya ».
- Anya Major, athlète et mannequin britannique
- Anya Philips, figure américaine de la scène no wave new-yorkaise de la fin des années 1970.
- Anya Seton, romancière américaine, auteur de nombreux romans historiques.
- Anya Belyat Giunta, artiste russe.
- Anya Taylor-Joy, actrice argentino-américano-britannique.
- Anya Chalotra, actrice britannique.

## Personnages prénommés Anya
- Anya Jenkins, personnage fictif créé par Joss Whedon pour la série télévisée Buffy contre les vampires.
- Anya est un personnage fictif, fille d’un des Anciens d’Harrogath, la ville de l’Acte V dans Liste des personnages de Diablo.
- Anya est un personnage fictif de la série Les 100.
- Anya est un personnage fictif de Wolfenstein : New Order et de Wolfenstein: New Colossus.
- Anya Forger est un personnage fictif du manga Spy x Family.